# Coupe nationale de rugby à XV 1941-1942
Navigation
Coupe nationale 1940-1941 Coupe nationale 1942-1943
L'édition 1941-1942 de la coupe nationale est la 5e édition de la Coupe nationale.

## Zone Nord

### Matchs joués
| 11 janvier 1942 | Bourgogne | - | Orléanais-Berry | Le Creusot |
| 11 janvier 1942 |           |   |                 | Le Creusot |
| 11 janvier 1942 |           |   |                 | Le Creusot |

| 11 janvier 1942 | Côte d'Argent | 15 - 3 | Anjou-Poitou | Bègles |
| 11 janvier 1942 |               |        |              | Bègles |
| 11 janvier 1942 |               |        |              | Bègles |

| 1er février 1942 | Anjou-Poitou | 12 - 11 | Côte basque | Angoulême |
| 1er février 1942 |              |         |             | Angoulême |
| 1er février 1942 |              |         |             | Angoulême |

| 1er février 1942 | Orléanais-Berry | 0 - 11 | Île-de-France | Vierzon |
| 1er février 1942 |                 |        |               | Vierzon |
| 1er février 1942 |                 |        |               | Vierzon |

| 22 février 1942 | Côte basque | 6 - 3 | Côte d'Argent | Biarritz |
| 22 février 1942 |             |       |               | Biarritz |
| 22 février 1942 |             |       |               | Biarritz |

| 8 mars 1942 | Île-de-France | 37 - 0 | Bourgogne | Paris |
| 8 mars 1942 |               |        |           | Paris |
| 8 mars 1942 |               |        |           | Paris |

### Finale
| 15 mars 1942 | Côte d'Argent | 12 - 8 | Île-de-France | Bordeaux Arbitre : M. Pariès |
| 15 mars 1942 |               |        |               | Bordeaux Arbitre : M. Pariès |
| 15 mars 1942 |               |        |               | Bordeaux Arbitre : M. Pariès |

| Côte d'Argent Titulaires Pazino 15 Caunegre 14 Mirtin 13 Geneste 12 Savigny 11 Bonifazi 10 M. Gagnol 9 Caupos 8 Martin 7 Lacouture 6 Ricau 5 Moga 4 Pascal 3 Lafforgue 2 Fort 1 |  |  |  | Île-de-France Titulaires 15 Abadie 14 Le Goff 13 Rapin 12 Allemandou 11 Poudens 10 Labruquère 9 Perrault 8 Leguay 7 Dupont 6 Celle 5 Bouvier 4 Omhover 3 Mouchet 2 Inza 1 Suhette |

## Zone Sud

### Matchs préparatoires
| 25 janvier 1942 | Pyrénées | 3 - 3 | Béarn-Bigorre | Pau |
| 25 janvier 1942 |          |       |               | Pau |
| 25 janvier 1942 |          |       |               | Pau |

| 25 janvier 1942 | Languedoc | 6 - 3 | Roussillon | Béziers |
| 25 janvier 1942 |           |       |            | Béziers |
| 25 janvier 1942 |           |       |            | Béziers |

### Matchs joués
| 8 février 1942 | Littoral-Provence | 18 - 11 | Languedoc-Roussillon | Toulon |
| 8 février 1942 |                   |         |                      | Toulon |
| 8 février 1942 |                   |         |                      | Toulon |

| 15 février 1942 | Centre-Auvergne | 6 - 3 | Pyrénées-Béarn-Bigorre | Clermont-Ferrand |
| 15 février 1942 |                 |       |                        | Clermont-Ferrand |
| 15 février 1942 |                 |       |                        | Clermont-Ferrand |

| 1er mars 1942 | Pyrénées-Béarn-Bigorre | 31 - 3 | Périgord Agenais-Limousin | Pau |
| 1er mars 1942 |                        |        |                           | Pau |
| 1er mars 1942 |                        |        |                           | Pau |

| 1er mars 1942 | Languedoc-Roussillon | 33 - 14 | Alpes-Lyonnais | Perpignan |
| 1er mars 1942 |                      |         |                | Perpignan |
| 1er mars 1942 |                      |         |                | Perpignan |

| 22 mars 1942 | Périgord Agenais-Limousin | 6 - 11 | Centre-Auvergne | Périgueux |
| 22 mars 1942 |                           |        |                 | Périgueux |
| 22 mars 1942 |                           |        |                 | Périgueux |

| 22 mars 1942 | Alpes-Lyonnais | 6 - 16 | Littoral-Provence | Grenoble |
| 22 mars 1942 |                |        |                   | Grenoble |
| 22 mars 1942 |                |        |                   | Grenoble |

### Finale
| 12 avril 1942 | Littoral-Provence | 16 - 9 | Centre-Auvergne | Toulouse |
| 12 avril 1942 |                   |        |                 | Toulouse |
| 12 avril 1942 |                   |        |                 | Toulouse |

| Littoral-Provence Titulaires Bonnus 15 Barthez 14 Melet 13 Rousié 12 Frick 11 Marrens 10 Vassal 9 Rivière 8 Ballatore 7 Laffont 6 Sancey 5 Giraud 4 De Guyon 3 Laugier 2 Gesuel 1 |  |  |  | Centre-Auvergne Titulaires 15 Ferrier 14 Bellan 13 Jeanniard 12 Méténier 11 Place 10 Chassagne 9 Bony 8 Coureau 7 Lamazou 6 Ferrand 5 Fleury 4 Bourracheux 3 Broussard 2 Paul 1 Jaworska |

## Finale nationale
| 26 avril 1942 | Côte d'Argent | 11 - 6 | Littoral-Provence | Stade Jean-Bouin, Paris |
| 26 avril 1942 |               |        |                   | Stade Jean-Bouin, Paris |
| 26 avril 1942 |               |        |                   | Stade Jean-Bouin, Paris |

| Côte d'Argent Titulaires Pazino 15 Caunegre 14 Guttieriez 13 Geneste 12 Froustey 11 Bonitez 10 M. Gagnol 9 Lacouture 8 Minvielle 7 Caupos 6 Ricau 5 Moga 4 Cuny 3 Lafforgue 2 Lajus 1 |  |  |  | Littoral-Provence Titulaires 15 Bonnus 14 Barthez 13 Rousié 12 Melet 11 Frick 10 Marrens 9 Vassal 8 François Rivière 7 Ballatore 6 Laffont 5 Prin-Clary 4 Giraud 3 Desguyon 2 Laugier 1 Gesuel |